# Paolig Combot
Paolig Combot és un escriptor bretó.
És autor de nombrosos llibres sobre Bretanya. Políticament, és proper a l'UDB. Ha col·laborat amb el les jornades del CIEMEN donant a conèixer la situació nacional bretona.
Va realitzar una tesi doctoral sobre Jean Conan, publicada el 1997. És professor de francès i alhora president d'Ar Falz. També és president de l'Associació per la defensa i la promoció de la llengua i la cultura bretones, el 2005 reclamà "l'edició en llengües regionals del tractat constituent d'una constitució per a Europa".

## Publicacions
- Les Chemins de Saint-Yves. Skol Vreizh. 1994. (amb Daniel Giraudon - Jacques Dervilly - Jean-Christophe Cassard).
- Un Breton chez les bolchéviks. Skol Vreizh. 1994. (amb Jacques Huard). Le récit de Jacques Le Cann sur l'histoire de la Russie.
- La dernière petite sirène (amb Renée Combot). Skol Vreizh. 1994.
- Jean Conan, aventurier et écrivain breton. Skol Vreizh, 1999.
- Jean Conan (1765-1834) : Un écrivant ou un écrivain breton ? Atelier National de Reproduction des Thèses. 1999.
- Armand Robin. Skol Vreizh, 2000. (amb Jean Bescond i Jean Balcou)
- Les aventures extraordinaires du citoyen Jean Conan. Skol Vreizh, 2001. Prefaci de Mona Ozouf.